# Adrian Gaxha
Adrian Gaxha (makedoniska: Адриан Гаџа, Adrijan Gadža), född den 13 februari 1984 i Skopje i Makedonien, är en albansk sångare.
Han debuterade år 2001 och har sedan dess släppt fyra album, varav ett på makedonska och tre på albanska.
I mars 2006 deltog hann i Makedoniens uttagning till Eurovision Song Contest 2006 tillsammans med Esma Redžepova och med låten "Ljubov e". De slutade tvåa i finalen, bakom segrande Elena Risteska och före Lambe Alabakoski på tredje plats.
Tillsammans med Manjola Nallbani deltog han i Top Fest med en albansk version av "Ljubov e", med titeln "Sensacion dashurië". 
Han representerade tillsammans med Tamara Todevska och Rade Vrčakovski Makedonien i Eurovision Song Contest 2008 i Serbiens huvudstad Belgrad, där man missade finalen genom att juryn valde att skicka Charlotte Perelli till finalen. Detta sedan det inför året införts en regel om att juryn skulle få skicka ett bidrag till finalen som inte behövde ha hamnat topp 10 efter folkets röster. Eftersom Makedonien slutade 10:a i folkomröstningen var det de som missade finalen på bekostnad av att juryn fick välja en finalist. 
År 2010 ställde han upp i Kënga Magjike 12 med låten "Edhe një herë" och tog sig till final. År 2012 deltog han i Kënga Magjike 14 tillsammans med Floriani och med låten "Ngjyra e kuqe". Låten blev snabbt en viral hit, och hade efter knappt en vecka fått över 1 miljon visningar på Youtube. I finalen fick de 551 poäng vilket innebar en sjundeplats. De tilldelades dessutom internetpriset.